# Konopnica (Vlasotince)
Konopnica (izvirno srbsko Конопница) je naselje v Srbiji, ki upravno spada pod Občino Vlasotince; slednja pa je del Jablaniškega upravnega okraja.

## Demografija
V naselju živi 760 polnoletnih prebivalcev, pri čemer je njihova povprečna starost 39,8 let (40,2 pri moških in 39,4 pri ženskah). Naselje ima 289 gospodinjstev, pri čemer je povprečno število članov na gospodinjstvo 3,42.
To naselje je popolnoma srbsko (glede na rezultate popisa iz leta 2002).
|  |

| Demografija | Demografija     | Demografija     |
| Leto        | Št. prebivalcev | Št. prebivalcev |
| ----------- | --------------- | --------------- |
|             |                 |                 |
|             |                 |                 |
|             |                 |                 |
|             |                 |                 |
| 1948        | 845             |                 |
| 1953        | 900             |                 |
| 1961        | 924             |                 |
| 1971        | 978             |                 |
| 1981        | 989             |                 |
| 1991        | 1020            | 1007            |
| 2002        | 1029            | 989             |
|             |                 |                 |

| Etnična sestava po popisu iz leta 2002 | Etnična sestava po popisu iz leta 2002 | Etnična sestava po popisu iz leta 2002 | Etnična sestava po popisu iz leta 2002 | Etnična sestava po popisu iz leta 2002 |
| -------------------------------------- | -------------------------------------- | -------------------------------------- | -------------------------------------- | -------------------------------------- |
| Srbi                                   | Srbi                                   |                                        | 989                                    | 100,0%                                 |
| Neznano                                | Neznano                                |                                        | 0                                      | 0,0%                                   |